# Rue de Puebla
La rue de Puebla est une ancienne voie de Paris qui était située dans les 19e et 20e arrondissements et qui a été absorbée par la rue des Pyrénées, l'avenue Simon-Bolivar et une partie de l’avenue Secrétan.

## Origine du nom
Elle tire son nom en souvenir de la prise de Puebla par les troupes françaises en 1863 pendant l'expédition du Mexique.

## Historique
Cette voie, qui était située pour la plus grande partie sur le territoire de l'ancienne commune de de Belleville et sur celui de la la Villette sur son tronçon nord entre la rue de Meaux et la barrière de Pantin (actuelle place de la Bataille de Stalingrad) fut créée lors de transformation des carrières de Chaumont en parc et l'aménagement de sa périphérie. Elle est ouverte sous le nom de « rue de Puebla » par un décret du 28 juillet 1862 et classée dans la voirie parisienne par le décret du 23 mai 1863.
Elle a formé les actuelles rue des Pyrénées en 1877, avenue Simon-Bolivar en 1880, et une partie de l’avenue Secrétan également en 1880.
Le passage de Puebla qui se terminait en impasse débutait au no 107 de l'actuelle avenue Simon-Bolivar.
Une voie du parc des Buttes Chaumont porte le nom d'« avenue de Puebla ».